# Sibley megye
Sibley megye az Amerikai Egyesült Államokban, azon belül Minnesota államban található. Megyeszékhelye és legnagyobb városa Gaylord. Lakosainak száma 14 836 fő (2020. április 1.). Sibley megye McLeod, Nicollet, Renville, Carver, Scott és Le Sueur megyékkel határos.

## Népesség
A megye népességének változása:
| Lakosok száma | 15 233 | 15 175 | 15 111 | 15 072 | 14 875 | 14 836 |
|               | 2010   | 2011   | 2012   | 2013   | 2015   | 2020   |